# عبدو صال
عبدو صال (1 نوفمبر 1980 بداكار في السنغال - ) (بالفرنسية: Abdou Sall)‏ هو لاعب كرة قدم سنغالي وفرنسي في مركز الدفاع. لعب مع أكسفورد يونايتد وفوريست غرين ونادي تولوز ونادي سانت باولي و ونادي كيدرمينستر هاريرز لكرة القدم ونونيتون بورو ‏ وAltonaer FC von 1893 ‏.

## وصلات خارجية
- عبدو صال على موقع قاعدة بيانات كرة القدم.إي يو (الإنجليزية)
- عبدو صال على موقع Soccerbase.com (لاعب) (الإنجليزية)
- عبدو صال على موقع عالم كرة القدم.نت (الإنجليزية)